# دایه دایه
موتورچی، دایه دایه یا دایه دایه وقت جنگه یک ترانه حماسی لری با صدای رضا سقایی و تنظیم مجتبی میرزاده است که در میراث فرهنگی ناملموس ملی ایران و نیز در فهرست آثار فاخر موسیقی ایران ثبت شده‌است.
این ترانه نخستین بار در اردیبهشت سال ۱۳۴۴، با صدای حشمت الله رشیدی از رادیو ملی ایران پخش شد.

## تاریخچه
قدمت این ترانه بیش از یکصد سال بوده که ریشه آن به جنگ جهانی اول و زمان حضور قوای روس و انگلیس در ایران برمی‌گردد. زمانی که اقوام لُر در آزار اقوام خارجی قرار گرفته بودند و این ترانه را برای اتحاد و تقویت روحیه سلحشوری در قوم خود ساختند که نشان‌دهنده رشادت و مقاومت این اقوام بوده که معمولا هم با کمانچه، مهم‌ترین ساز اقوام لر اجرا می‌شود.
در خیزش مردمی سال ۱۴۰۱، یکی از همسرایی های مردم خطه لرستان در پی حوادث آن سال بود.

## متن
زین و برگم بُوَنید و مادیونم
زین و برگم را به مادیانم ببندید
خبر مِه بوریتو سی هالُوونم
خبر مرا برای دایی هایم ببرید
دایَه دایَه وقت جنگَه
ای مادر ای مادر هنگام جنگ است
قطارکِی بالا سَرُم پُرَش دِ شَنگه
قطار فشنگ بالای سرم پر از فشنگ است
سنگران بُوَنیت لَشمَ دَرارِت
سنگر ها را ببندید و لاشه ام را درآورید (بیرون بیاورید)
بوریتَم سی دالَکَم بونگَم وَراریت
و مرا نزد مادرم ببرید و برایم سوگواری کنید
موتورچی یواش بَرو دال کَمه بی نم
ای راننده آرام برو تا مادرم را ببینم
شیرِشه حلال بِکی بلکه بَمیرَم
تا شیرش را حلالم کند چون شاید بمیرم
نازیه تِه سی بُکو جومه وَرِته
ای نازنینم جامه سیاه بَر تَن کن
دور کردن تو قورِسو شیرَ نَرِته
چون شیرِ نرِ تو را در گور (قبر) گذاشتند
دایه دایه وقت جنگه
ای مادر ای مادر هنگام جنگ است
قطار کی بالا سرم پرش ده شنگه
قطار فشنگ بالای سرم پر از فشنگ است
قلایانه بگردید چینه وِ چینه
خانه ها را دیوار به دیوار بگردید
لشکمه وِردارید کافر نینه کافر نینه
لاشه ام را به گونه ای بردارید که دشمن آن را نبیند
کاغذی ری بکنید، سی دوخترونم
نامه ای برای دخترانم بفرستید
بعد خوم شی نکنن و دوشمنونم
بعد از من (خودم) به دشمنانم شوهر نکنند
دایه دایه وقت جنگه ...